# Patrick Maynard Stuart Blackett
Patrick Maynard Stuart Blackett (n. 18 noiembrie 1897, Londra, Regatul Unit al Marii Britanii și Irlandei – d. 13 iulie 1974, Londra, Anglia, Regatul Unit) a fost un fizician englez cunoscut pentru lucrul său la perfecționarea camerelor cu ceață, și studiile privind razele cosmice și paleomagnetismul. A avut un rol important în timpul celui de-al doilea război mondial, fiind consilier în materie de strategie militară.